# Famille Crespin du Bec
Pour les articles homonymes, voir Crespin et Bec (homonymie).
Cette page explique l’histoire ou répertorie les différents membres de la famille Crespin du Bec.
La famille Crespin est une famille noble éteinte d'origine normande et remontant au Moyen Âge.

## Alliances
Les Crespin se sont alliés aux :
Famille de Guînes, famille de Courcy, maison de Montfort-l'Amaury, famille de Tancarville, maison d'Harcourt, maison de Roye, maison de Sancerre, maison de Melun, famille de Chalon, maison d'Amboise, famille de Brézé, famille d'Avaugour, Bompar de Lastic, famille du Merle, famille Malet, famille Le Tellier, famille d'Estouteville, famille d'O, famille de Bueil, famille Nicolaÿ, maison de Rohan-Chabot, famille Budes de Guébriant, maison de Coucy de Vervins, famille de Mornay de Buhy, famille d'Anglure, maison de Beauvilliers, famille de Tournebu, etc.

## Personnalités

### Ecclésiastiques
- Nicolas de Bec-Crespin (XIIIe siècle-XIVe siècle), cardinal français
- Antoine du Bec-Crespin (XVe siècle), évêque-duc de Laon et pair de France (1449-1460), archevêque de Narbonne et primat de la Gaule narbonnaise (1460-1472)
- René du Bec-Crespin, abbé de Mortemer (1610-1632)
- Philippe Crespin du Bec (1519-10 janvier 1605), évêque de Vannes (1559-1566), évêque de Nantes (1566-1594), archevêque-duc de Reims et pair de France et Primat de la Gaule belgique (1594-1605), commandeur du Saint-Esprit (reçu le 7 janvier 1595)
- Jean du Bec-Crespin (ca. 1540-1610), évêque de Saint-Malo (1596-1610), écrivain français

### Militaires
- Guillaume V du Bec Crespin (XIIIe siècle), maréchal de France
- Charles Crespin du Bec (né en 1490), seigneur de Vardes et de Boury, vice-amiral de France
- François-René Crespin du Bec (1636-1688), militaire français, demi-frère d'Antoine de Bourbon-Bueil né de la relation de sa mère avec Henri IV[6].
- Antoine du Bec-Crespin comte de Moret, mestre de camp du régiment de Moret cavalerie, tué le 13 août 1658 au siège de Gravelines[7].

### Politiques
- René Ier (Crespin) du Bec, marquis de Vardes, gouverneur de la Capelle, marié à Hélène d'Ô avec laquelle il eut :
  - René II Crespin du Bec, marquis de Vardes, gouverneur de la Capelle, marié en 1617 à Jacqueline de Bueil : dont François-René Crespin du Bec (vers 1621-1688), demi-frère d'Antoine de Bourbon-Bueil qui était né de la relation de sa mère avec Henri IV[6].

### Femmes
Renée Crespin du Bec (1614-1659 à Périgueux), épouse de Jean-Baptiste Budes de Guébriant dans un second mariage en 1632, connue sous le nom de maréchale de Guébriant, première femme à avoir été nommée ambassadrice extraordinaire de France en Pologne (envoyée à Ladislas IV Vasa roi de Pologne en 1644 pour lui conduire la princesse Louise-Marie de Gonzague qui devient sa femme, puis assure diverses missions diplomatiques), , . Désignée première dame d'honneur de la reine Marie-Thérèse d'Autriche épouse de Louis XIV.

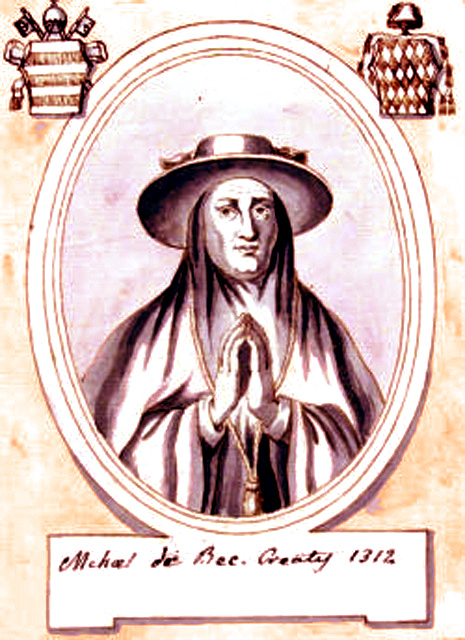
Nicolas de Bec-Crespin, cardinal-prêtre de S. Stefano al Monte Celio.
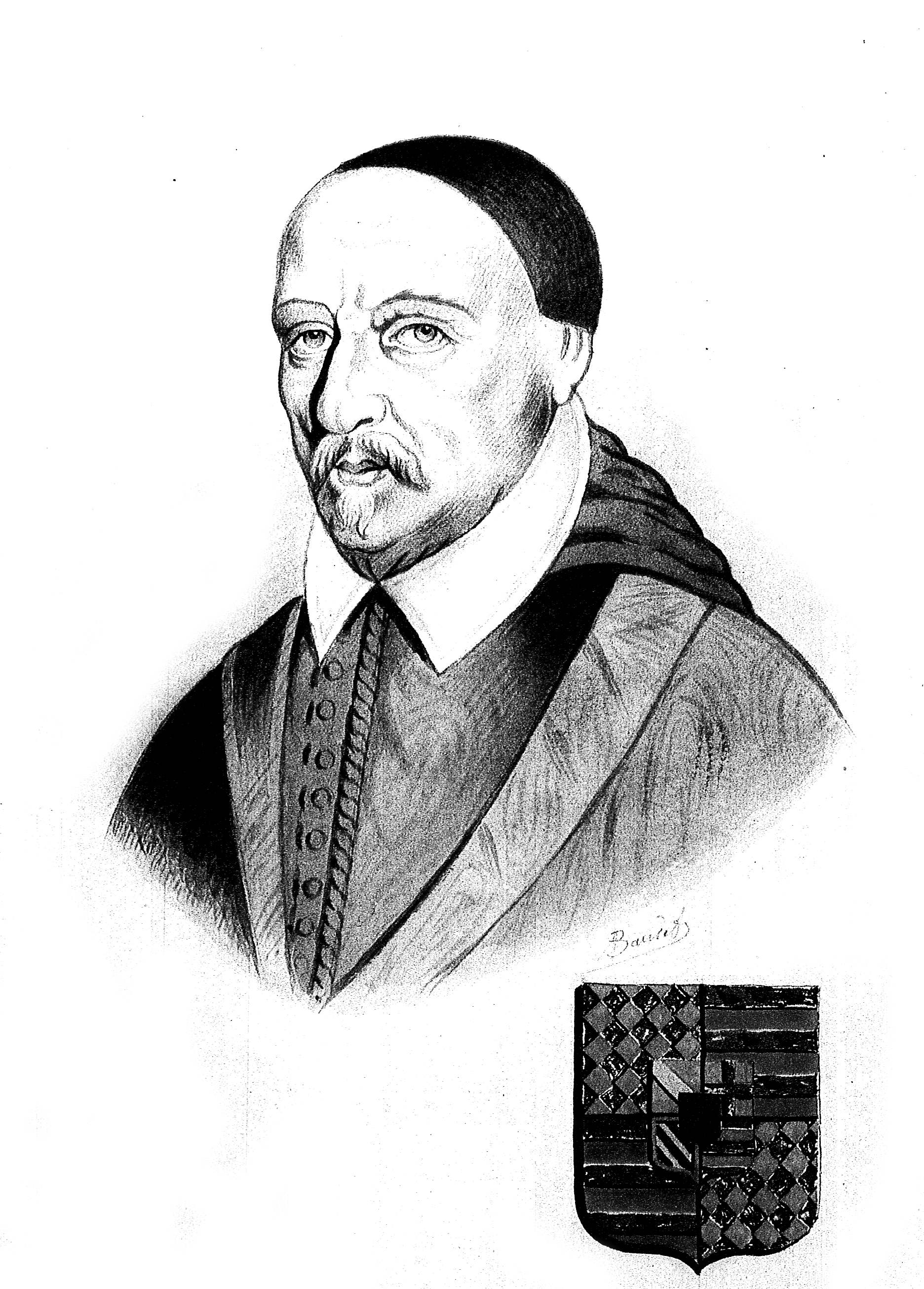
Philippe du Bec.
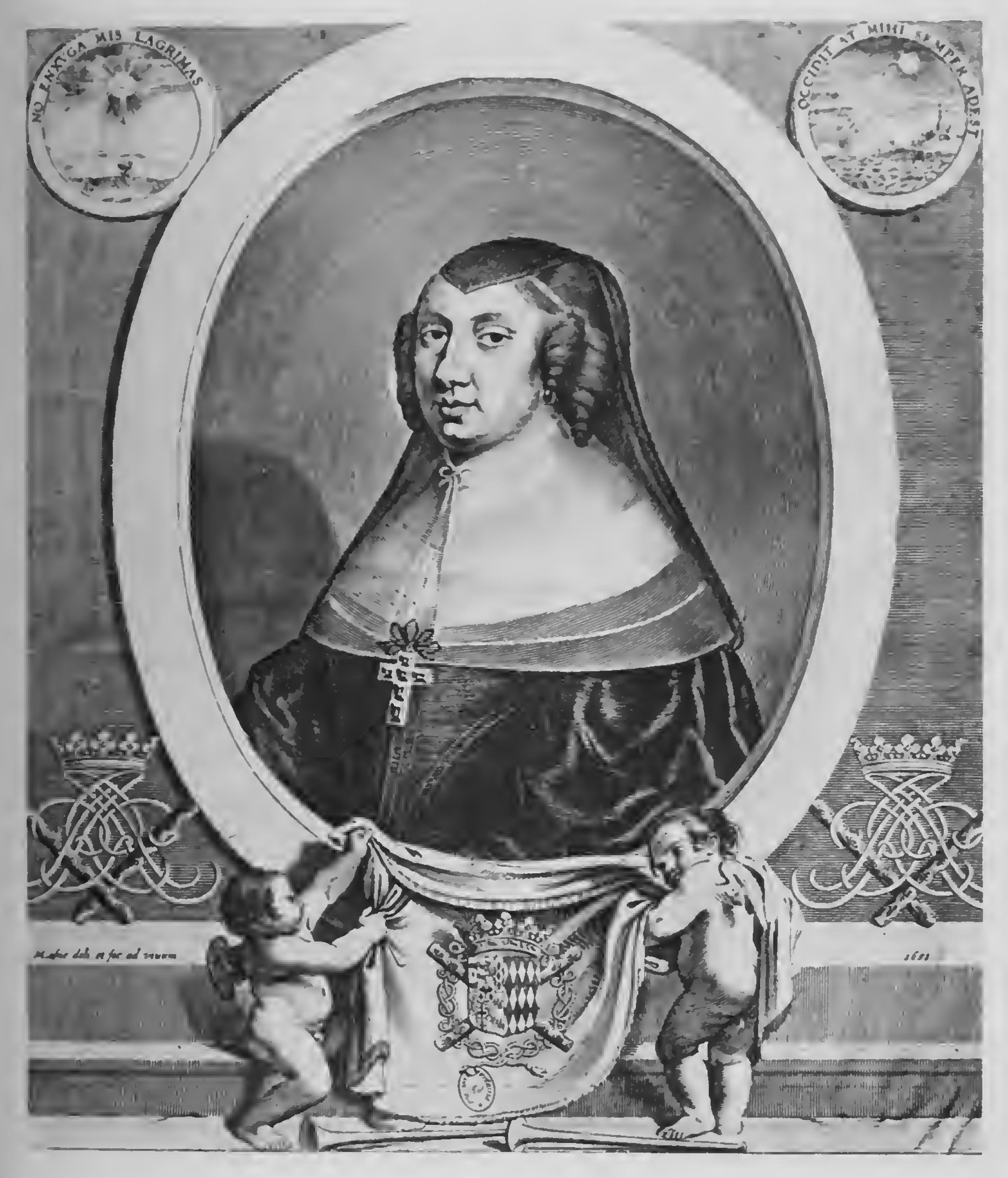
Renée Crespin du Bec (1614-1659), maréchale de Guébriant, ambassadrice extraordinaire de France en Pologne.

## Titres
- Seigneurs[3] de Fleury (1355-1462) et Lisors (XIIe siècle-1365) ;
- Baron de Dangu ;
- Baron du Bec ;
- Baron d'Étrépagny ;
- Sieur de Neaufles ;
- Marquis de Vardes ;
- Comte de Moret ;
- Barons de La Bosse ;
- Seigneurs de Montmorin.

## Châteaux, seigneuries, terres

### Châteaux & hôtels
- Château du Bec-Crespin[12] (Saint-Martin-du-Bec) ;
- Château de Boury ;
- Hôtel, Grande rue du Bac[réf. souhaitée]

### Terres
- Notre-Dame-du-Bec
- Saint-Martin-du-Bec
- Boury-en-Vexin
- Vardes

## Armoiries
| Image | Armoiries de la famille |
| ----- | --- |
|       | Philippe du Bec (1519-10 janvier 1605), archevêque-duc de Reims et pair de France et Primat de la Gaule belgique (1594-1605), commandeur du Saint-Esprit (reçu le 7 janvier 1595), Écartelé : aux 1 et 4, fuselé d'argent et de gueules (Crespin du Bec) ; aux 2 et 3, fascé d'argent et de sinople, les fasces d'argent ch. de six merlettes de gueules, 3, 2 et 1 (de Beauvilliers). Sur le tout écartelé: a. de gueules à la bande d'or (Chalon) ; b. de gueules à la croix d'argent ; c. de Bourgogne ancien ; d. d'argent à deux fasces de gueules. Sur le tout du tout d'azur à six annelets d'argent (Husson )., |
|       | René Ier (Crespin) du Bec (mort le 28 décembre 1633 - Paris), marquis de Vardes, baron de La Bosse-en-Vexin, conseiller d'État, gouverneur des ville et château de Gournay puis de La Capelle et du pays de Thiérache, capitaine de cent hommes d'armes, chevalier du Saint-Esprit (reçu le 31 décembre 1619) Fuselé d'argent et de gueules., On trouve aussiParti: au 1, losangé d'argent et de gueules; au 2, d'hermine: au chef engreslé de gueules (d'O). |
|       | François-René du Bec (1621-3 septembre 1688), marquis de Vardes, comte de Moret, gouverneur d'Aigues-Mortes, chevalier du Saint-Esprit (31 décembre 1661) Fuselé d'argent et de gueules. |

## Pour approfondir